# Musa (afrikansk mytologi)
Musa var i mytologin hos Shonghayfolket i Västafrika en kringresande hjälte som undervisar människor han möter i olika färdigheter.